# 岩田剛典
岩田剛典（日语：／ Iwata Takanori，1989年3月6日—）是日本的舞者、演員。為男子歌舞組合三代目J Soul Brothers的表演者及前男子歌舞組合EXILE的表演者。愛知縣名古屋市出身。身高174cm。

## 簡歷
經初中考試，進入慶應義塾普通部。再經歷慶應義塾高級中學，然後慶應義塾大學入學。
2010年7月，被NAOKI邀請成為三代目J Soul Brothers的表演者候選人。同年9月18日，「EXILE LIVE TOUR 2010 FANTASY」的神戶公演綵排時，由HIRO告訴他決定能加入三代目J Soul Brothers。9月27日，於「FANTASY後夜祭 〜EXILE魂〜」以三代目J Soul Brothers身份初次表演。11月10日，以單曲「Best Friend's Girl」出道。
2011年3月、慶應義塾大學法學部畢業。
2014年3月6日、也是他生日這天，在全國書店發售首次的個人寫真集『G 岩田剛典 三代目J Soul Brothers from EXILE TRIBE』。4月12日公開的電影『クローズEXPLODE』與三代目J Soul Brothers的成員·ELLY一起首次參與電影演出。
同年4月27日，在『EXILE PERFORMER BATTLE AUDITION』最終決戰合格而加入EXILE。。
2025年6月5日，岩田剛典宣布於6月5日退出EXILE。

## 所参與團體及組合
- 三代目J Soul Brothers from EXILE TRIBE（2010年11月10日 - 現在）
- EXILE（2014年4月27日 - 2025年6月5日）
- ®AG POUND（2015年）
- THE Sharehappi from 三代目 J Soul Brothers from EXILE TRIBE（2015年 - 2017年 ）
- Twiggz Fam

## 演出

### 電視劇
- 無賴布魯斯 第7話、第10話（2011年8月17日・9月7日，日本電視台）
- 親愛的姊妹（2014年10月 - 12月，富士電視台） 飾演 櫻庭永人
- 戰力外搜查官 2時間SP（2015年3月21日，日本電視台）
- WILD HEROES（2015年4月 - 6月，日本電視台）飾演 佐伯春太郎 (チョコ)
- HiGH＆LOW-THE STORY OF S.W.O.R.D.-（2015年10月-12月，日本電視台） - 主演・緋野盾兵（コブラ）
  - HiGH&LOW Season2（2016年4月 - 6月）
- 暗夜英雄 NAOTO （2016年5月，東京電視台）飾演 エンディングダンス
- 砂之塔〜知道太多事情的鄰居（2016年10月 - 12月，TBS）飾演 生方航平
- 世界奇妙物語 17秋特別篇「命運探知機」（2017年10月14日，富士電視台） - 主演・和泉良平
- 搶救飯店大作戰（2018年4月 - 6月，日本電視台） - 主演・宇海直哉
- 炎上辯護人（2018年12月15日，NHK綜合頻道）飾演 馬場明
- 夏洛克：未敘之章 （2019年10月 - 12月，富士電視台）飾演 若宮潤一
  - 夏洛克：未敘之章 特別編（2019年12月23日）
- 鐵證懸案3～真相之門～ 第3話（2020年12月19日，WOWOW）飾演 城本光晴
- Re:無名世界的片尾曲 〜Half a year later〜（2021年1月，dTV） - 主演・キダ
- 約定的灰姑娘（2021年7月 - 9月，TBS）飾演 片岡成吾
- 金魚妻（2022年2月14日，Netflix）飾演 豐田春斗
- 內田康夫懸疑劇 淺見光彥 輕井澤殺人事件（2022年2月28日，東京電視台）- 主演・淺見光彥
  - 内田康夫懸疑劇 淺見光彥 源氏物語殺人事件（2022年12月12日）
- 毛骨悚然撞鬼經驗 2022年特別篇「謝罪」（2022年8月20日，富士電視台）飾演 福本光生
- 一橋桐子的犯罪日記（2022年10月8日 - 11月5日，NHK綜合頻道）飾演 久遠樹
- 我們之間沒有的（2023年4月 - 6月，富士電視台）飾演 新名誠
  - 我們之間沒有的 特別篇（2023年6月29日，富士電視台）
- 無人知曉的明石家秋刀魚「笑いに魂を売った男たち」（2023年11月26日，日本電視台） - 主演・明石家秋刀魚
- 反英雄（2024年4月14日 - 6月16日，TBS）飾演 緋山啓太
- 如虎添翼（2024年4月19日 - 6月6日，NHK）飾演 花岡悟
- FOREST（2025年1月12日 - 3月2日，朝日放送電視台・朝日電視台） - 主演・一之瀨純（與比嘉愛未雙主演）
- DOCTOR PRICE（2025年7月6日 - ，讀賣電視台・日本電視台） - 主演・鳴木金成

### 電影
- クローズEXPLODE（2014年4月12日）飾演 柴田浩樹
- 植物圖鑑（2016年6月4日） - 主演・日下部樹
- HiGH&LOW 系列 飾演  コブラ
  - ROAD TO HiGH&LOW（2016年5月7日）
  - HiGH&LOW THE MOVIE（2016年7月16日）
  - HiGH&LOW THE RED RAIN（2016年10月8日）
  - HiGH&LOW END OF SKY（2017年8月19日）
  - HiGH&LOW FINAL MISSION（2017年11月11日）
- 去年冬天、與你分別（2018年3月10日） - 主演・耶雲恭介
- Vision (2018年6月）飾演 鈴
- 完美世界～和你在一起的奇蹟（2018年10月5日） - 主演・鯰川樹
- 町田君的世界（2019年6月7日）飾演 冰室雄
- 全境失控 (2020年1月31日）飾演 櫻庭誠
- 在我和天空之間（2020年10月23日） - 時戸森則
- 新解釋·三國志（2020年12月11日）飾演 趙雲
- 無名世界的片尾曲（2021年1月29日） - 主演・城田[5]
- 婚顧女王（2022年3月12日） 飾演 八代裕也
- 殺人結業弒（2022年5月6日）飾演 金山一輝
- 巴斯克維爾的獵犬 夏洛克劇場版（2022年6月17日）飾演 若宮潤一
- 小紅帽在旅途中遇見屍體（2023年9月14日）飾演 王子[6]
- 聖☆哥傳 THE MOVIE〜聖人 VS 惡魔軍團〜（2024年12月20日）飾演 米迦勒

### 短篇電影
- CINEMA FIGHTERS「SWAN SONG」（2018年） - 主演・アサヒ
- 歌曲物語 -CINEMA FIGHTERS project-「funky」（2018年） - 主演・純司

### 舞台
- 劇団EXILE「あたっくNo.1」（2013年8月 - 9月）飾演 古瀬繁道中尉
- ムッシュ!（2013年10月 - 11月）飾演 戸崎栄志

### CM
- サマンサタバサ（2014年）
- 江崎固力果「百奇」（2015年 - ）[7]
- 洋服の青山（2016年）
- 軟銀「スポナビライブ」（2016年 - ）
- 日清食品「CUP NOODLE」（2018年）
- 24/7ワークアウト（2018年-2019年）
- DIP Corporation「バイトルNEXT」（2018年-2019年）
- 味之素AGF「Blendy Stick」 （2018 年 - ）
- 味覺糖「コロロ」（2018年 -2020年）
- 高絲「雪肌精 SAVE the BLUE」（2018年-2019年）
- 麒麟啤酒「本麒麟」（2019年）
- NTT DOCOMO （2019年）
- 吉野家  (2020年-2022年)
- 關西電力  (2021年)

### 其他
- 第43屆東京車展2013 サポーターファミリー「車家の人々」（2013年） 飾演 長男・車剛典
- 幻冬舍文庫 20周年記念フェアキャラクター（2016年）

## 書籍

### 寫真集
- 《G 岩田剛典 三代目J Soul Brothers from EXILE TRIBE》（2014年3月6日、ギャンビットパブリッシング）ISBN 978-4-907462-01-7
- 《Spin》（2019年8月2日、講談社）ISBN 978-4065170380
- 《Layer〜Evolution from Spin and to the future ~》（2021年11月29日、講談社）ISBN 978-4-06-526445-4

### 照片隨筆
- 《AZZURRO》（2016年11月22日、幻冬舎）(特別限定版 ISBN 978-4344030008)  (通常版 ISBN 978-4344030015)

## 獲獎紀錄
2016年
- 第41回報知電影獎・新人奬《植物圖鑑》[8]

- 第40回日本電影學院獎・新人演員奬《植物圖鑑》
- 第40回日本アカデミー賞・話題獎 男演員部門《植物圖鑑》
- 第26回日本電影批評家大賞・新人男演員賞奬《植物圖鑑》

2018年度
- 第31回日刊體育電影大獎・石原裕次郎獎新人獎『去年冬天、與你分別』『Vision』『完美世界～和你在一起的奇蹟』[9][10]

2022年度
- MTV Video Music Awards Japan 2022 特別獎「MTV Dance the World Award」[11]
- 第51回最佳衣著獎 藝能體育部門[12]

## 外部連結
- JSB3 MEMBER｜岩田剛典｜三代目 J Soul Brothers OFFICIAL WEBSITE （页面存档备份，存于）
- 岩田 剛典的X（前Twitter）
- 岩田 剛典的Instagram帳戶
- 岩田剛典在互联网电影资料库（IMDb）上的資料（英文）